# Semion Timoșenko
Semion Constantinovici Timoșenko (în rusă Семён Константинович Тимошенко; n. 6 februarie stil vechi/18 februarie stil nou 1895; Furmanca, Basarabia – 31 martie 1970, Moscova, Uniunea Sovietică) a fost un comandant militar sovietic al Armatei Roșii, care și-a câștigat renumele în special în perioada celui de-al doilea război mondial.

## Biografie
Timoșenko s-a născut într-o familie de țărani la Furmanca, în gubernia Basarabia. În 1915 a fost încorporat în armata țaristă și a lupta într-o unitate de cavalerie pe frontul rus de vest. În momentul izbucnirii revoluției din 1917, el a trecut de partea revoluționarilor, intrând în rândurile Armatei Roșii. În 1918, a intrat în rândurile partidului bolșevicilor.
În timpul războiului civil, Timoșenko a luptat pe diferite fronturi. Cea mai importantă luptă la care a participat a fost cea de la Țarițin (oraș denumit mai apoi Stalingrad), unde l-a întâlnit pe cel care avea să-i devină prieten, Iosif Vissarionovici Stalin. După ce Stalin a devenit conducătorul statului sovietic, prietenia aceasta avea să-i aducă lui Timoșenko o rapidă avansare în ierarhia militară. În 1920 – 1921, Timoșnko a fost sub comanda lui Semion Budionnîi în Armata întâia de Cavalerie. El și Budionîi aveau să devină nucleul "clicii Armatei de Cavalerie" care, sub patronajul lui Stalin, au dominat Armata Roșie pentru mulți ani.
Până la sfârșitul războiului civil rus și a războiului polono-sovietic, Timoșenko a devenit comandant al cavaleriei Armatei Roșii. După aceea, el a devenit comandantul Armatei Roșii din Belarus (1933), din Kiev (1935), din Caucazul de Nord și din Harkov (1937) și din nou Kiev (1938).
În 1939 Timoșenko a fost numit comandantul întregii regiuni a frontierei de vest și a condus invazia sovietică a Poloniei. A devenit membru al CC al PCUS. Fiind unul dintre cei mai loiali prieteni ai lui Stalin, Timoșenko a supraviețuit Marii Epurări, rămânând veteranul Armatei Roșii cu cel mai înalt grad.
În ianuarie 1940 Timoșenko a preluat conducerea armatelor sovietice care luptau în Finlanda în războiul fino-sovietic. Acest conflict începuse în noiembrie 1939 sub dezastruasa comandă a lui Kliment Voroșilov. În timpul când la conducerea operațiunilor militare s-a aflat Timoșenko, sovieticii au reușit să străpungă apărarea finlandeză de pe linia Mannerheim din istmul Karelia, obligând Finlanda să ceară pacea în martie. Odată cu creșterea reputație sale militare, Timoșenko a fost avansat în mai în funcția de Comisar al Poporului pentru Apărare și la gradul de Mareșal al Uniunii Sovietice.
Timoșenko era un militar competent, tradiționalist, care totuși era conștient de necesitatea urgentă de modernizare a Armatei Roșii, care urma să facă față, așa cum se aștepta toată lumea la vremea respectivă, mai devreme sau mai târziu, formidabilei mașini de război naziste. Înfrângând rezistența unor responsabili militari mai conservatori, el a inițiat procesul de mecanizare a Armatei Roșii și a crescut semnificativ producția de tancuri. El a introdus o disciplină mult mai strictă, inspirată din tradițiile armatei țariste.

## Al Doilea Război Mondial
Când al treilea Reich a invadat Uniunea Sovietică în iunie 1941, Stalin l-a mutat pe Timoșenko din postul de Comisar al Poporului pentru Apărare în funcția de Comandant al Frontului Centru pentru a conduce lupta de apărare și retragerea tactică de pe pozițiile de graniță către Smolensk. Armata Roșie a suferit pierderi mari, dar Timoșenko a reușit să salveze grosul armatei, pregătind-o pentru apărarea Moscovei. În septembrie, mareșalul a fost transferat în Ucraina, unde Armata Roșie suferise pierderi de 1,5 miilioane de oameni în încercuirile de la Uman și Kiev. Aici, Timoșenko a reușit să stabilizeze situația frontului.
În mai 1942, Timoșenko, cu cei 640.000 de soldați aflați sub comanda sa, a lansat contraofensiva de la Harkov, prima încercare a sovieticilor de a prelua inițiativa strategică în război. După o serie inițială de succese, germanii au atacat flancul sudic expus al sovieticilor și au reușit să oprească ofensiva Armatei Roșii. Deși actiunile lui Timoșenko au încetinit avansarea germanilor spre Stalingrad, el a fost obligat să accepte responsabilitatea pentru eșecul încercărilor de respingere a naziștilor.
Succesul generalului Gheorghi Jukov în luptele pentru apărarea Moscovei din iarna anului 1941 l-au convins pe Stalin că acesta este un mai bun comandant militar decât Timoșenko. Stalin l-a schimbat pe Timoșenko din funcția de comandant de prima linie, numindu-l în funcția de comandant general al Stalingradului (iunie 1942), și mai apoi al fronturilor de nord-vest (octombrie 1942), al Leningradului (iunie 1943), al Caucazului (iunie 1944) și Balticii (august 1944).
După război, Timoșenko a fost numit din nou comandant al Armatei Roșii din Belarus (martie 1946), mai apoi al regiunii Uralilor sudici (iunie 1946) și din nou al Belarusului (martie 1949). În 1960, a fost numit Inspector General al Ministerului Apărării, un post mai degrabă onorific. Începând cu anul 1961, mareșalul a fost președintele Comitetului de Stat pentru Veteranii de Război. Timoșenko a murit în Moscova în 1970.
Mareșalul Timoșenko a fost decorat de două ori cu ordinul Erou al Uniunii Sovietice, (în martie 1940 și în 1965). A mai fost decorat cu Ordinul Victoria (1945), de cinci ori cu Ordinul Lenin, cu Ordinul Revoluția din Octombrie, de cinci ori cu Ordinul Steagul Roșu și de trei ori cu Ordinul Suvorov.